# Idrissa Sylla
Idrissa Sylla (* 3. prosince 1990, Conakry, Guinea) je guinejský fotbalový útočník a reprezentant, od roku 2015 působí v klubu RSC Anderlecht.

## Klubová kariéra
- Le Mans FC (mládež)
- Le Mans FC 2010–2013
- →  SC Bastia (hostování) 2010–2011
- SV Zulte-Waregem 2013–2015
- RSC Anderlecht 2015–

## Reprezentační kariéra
V reprezentačním A-mužstvu Guineje debutoval v roce 2012.